# Tour First
Tháp AXA (tiếng Pháp: Tour AXA) là một tòa nhà chọc trời của khu La Défense, Paris, Pháp. Từ năm 1974 đến năm 1998 tòa nhà có tên tháp UAP lấy theo tên công ty bảo hiểm UAP, sau khi tập đoàn bảo hiểm AXA mua lại UAP năm 1996 tòa nhà đã được đổi tên thành tháp AXA, nó còn có tên khác là tháp Assur (Tour Assur).
Tháp AXA được xây dựng năm 1974 với chiều cao 159 m và 40 tầng lầu. Mặt bằng của tòa nhà có hình dạng một ngôi sao ba cánh với ba góc đều 120°, đây là biểu tượng cho ba công ty bảo hiểm đã thành lập nên hãng UAP. Từ năm 2007 người ta bắt đầu tiến hành cải tạo toàn bộ tòa nhà theo đó phần bên ngoài tòa nhà sẽ được thay đổi hoàn toàn, chiều cao của nó cũng được nâng lên 225 m, nếu kể cả phần tháp là 250 m, khi đó tháp AXA sẽ trở thành tòa nhà cao nhất của khu La Défense.